# Taraxacum reinthalii
Taraxacum reinthalii — вид квіткових рослин з родини айстрових (Asteraceae). Вид зростає в Європі: Австрія, Естонія, Білорусь, європейська Росія, Польща; це багаторічна рослина помірних біомів.